# Procambarus suttkusi
Procambarus suttkusi är en kräftdjursart som beskrevs av Hobbs 1953. Procambarus suttkusi ingår i släktet Procambarus och familjen Cambaridae. IUCN kategoriserar arten globalt som livskraftig. Inga underarter finns listade i Catalogue of Life.